# Lipscomb megye
Lipscomb megye az Amerikai Egyesült Államokban, azon belül Texas államban található. Megyeszékhelye Lipscomb, legnagyobb városa Booker. Lakosainak száma 3059 fő (2020. április 1.). Lipscomb megye Beaver, Hemphill, Ochiltree, Ellis és Roberts megyékkel határos.

## Népesség
A megye népességének változása:
| Lakosok száma | 3057 | 3283 | 3350 | 3451 | 3485 | 3569 | 3059 |
|               | 2000 | 2010 | 2011 | 2012 | 2013 | 2015 | 2020 |